# Función de Kummer
En matemáticas, hay varias funciones conocidas como función de Kummer. Una se conoce como la función hipergeométrica confluente de Kummer. Otra de ellas, la definida más abajo, se relaciona con los polilogaritmos. Ambas tomaron su nombre en honor del matemático alemán Ernst Kummer (1810-1893).
La función de Kummer se define por:

{\displaystyle \Lambda _{n}(z)=\int _{0}^{z}{\frac {\log ^{n-1}|t|}{1+t}}\;dt.}

La fórmula de duplicación es:

{\displaystyle \Lambda _{n}(z)+\Lambda _{n}(-z)=2^{1-n}\Lambda _{n}(-z^{2})\,}.

Comparando esta con la fórmula de duplicación de los polilogaritmos:

{\displaystyle \operatorname {Li} _{n}(z)+\operatorname {Li} _{n}(-z)=2^{1-n}\operatorname {Li} _{n}(z^{2}).}.

Un enlace explícito con los polilogaritmos viene dado por:

{\displaystyle \operatorname {Li} _{n}(z)=\operatorname {Li} _{n}(1)\;\;+\;\;\sum _{k=1}^{n-1}(-)^{k-1}\;{\frac {\log ^{k}|z|}{k!}}\;\operatorname {Li} _{n-k}(z)\;\;+\;\;{\frac {(-)^{n-1}}{(n-1)!}}\;\left[\Lambda _{n}(-1)-\Lambda _{n}(-z)\right].}